# 在日ギリシャ人
在日ギリシャ人（ざいにちギリシャじん）は、日本に一定期間在住するギリシャ国籍の人々である。

## 統計
日本の法務省の在留外国人統計によると、2018年6月末時点で在日ギリシャ人は302人である。
在留資格別（3位まで）
| 順位 | 在留資格                 | 人数 |
| ---- | ------------------------ | ---- |
| 1    | 永住者                   | 105  |
| 2    | 技術・人文知識・国際業務 | 45   |
| 3    | 留学                     | 35   |

都道府県別（4位まで）
| 順位 | 都道府県 | 人数 |
| ---- | -------- | ---- |
| 1    | 東京     | 111  |
| 2    | 神奈川   | 32   |
| 3    | 京都     | 19   |
| 4    | 兵庫     | 17   |

## 著名人
・小泉八雲